# Ettore di Giorgio
Ettore di Giorgio (Alessandria d'Egitto, 13 agosto 1887 – Viareggio, 16 maggio 1971) è stato un incisore e pittore italiano.

## Biografia
Nato ad Alessandria d'Egitto, dopo gli studi classici si trasferisce in Italia dove dal 1904 al 1911 frequenta l'Accademia di belle arti di Firenze studiando soprattutto le tecniche dell'incisione sotto la guida di De Carolis.
Dal 1912 al 1914 risiede a Monaco di Baviera dove inizia la sua attività di incisore praticando la xilografia, riportata in auge dalla Corporazione italiana degli xilografi, fondata da Adolfo De Carolis e  Ettore Cozzani proprio in quegli anni.
Fra il 1913 e il 1914 è infatti tra gli illustratori della rivista L’Eroica, fondata e diretta a La Spezia da Cozzani, che costituiva una delle più prestigiose ed esclusive rassegne di xilografia originale dell'epoca.
In seguito, tuttavia, si allontana dal virtuosismo retorico iniziale e ricerca una sempre maggiore stilizzazione delle forme.
Partecipa a varie rassegne d'incisione: a Levanto alla Mostra xilografica del 1912, a Bologna alla Mostra di bianco e nero, a Roma nel 1921 e nel 1923 alla I e II Biennale, alla I Biennale di Monza dell'ISIA del 1923. Ancora nel 1923 è a Parigi dove inaugura la sua prima mostra personale al Cercle des Alliés.
Alle Biennali di Venezia espone regolarmente (ad eccezione del 1934) dal 1912 al 1940, sia incisioni che dipinti.
Alla fine degli anni '20 è chiamato ad insegnare ad Urbino. Continua a prendere parte a mostre in Italia (Firenze, Livorno, Napoli, Viareggio) e all'estero (Atene, Berlino).
Nel 1934 è trasferito ad insegnare all'Istituto d'arte di Napoli.
Nel 1939 espone alla III Quadriennale di Roma e al Concorso nazionale di pittura a Sanremo nel quale risulta vincitore con un Ritratto di signora, oggi esposto alla Galleria nazionale d'arte moderna di Roma.
A causa di un incidente perde l'uso della mano sinistra; dopo il 1940 espone più raramente, dedicandosi quasi solo alla pittura.
Nel 1969 si trasferisce a Viareggio dove muore nel 1971.